# Ніколай Неновський
Ніколай Ненов Неновськи (народився 26 червня 1963, Велико-Тирново) — болгарський економіст, професор. Син відомого болгарського юриста, члена Конституційного суду Болгарії Нено Неновськи (1934—2004).
Закінчив Московський державний університет імені М. В. Ломоно́сова (1989), далі стажувався в університетах Пуат'є, Нансі та Женеви. В 1996 р. захистив дисертацію «Грошова потреба в перехідних економіках» в Інституті економіки Болгарської Академії наук. З 1996 р. працював в Національному банці Болгарії, в 1997—2002 рр. очолював відділ фінансового та монетарного аналізу, з 2002 р. по 2008 р. член Ради директорів Національного банку и Економічної консультативної ради при Президенті Болгарії. З 2008 р. радник Міністра фінансів Уряду Болгарії. В цей же час, з 1997 р. викладав в Софійському Університеті Національної і Світової Економіки. З 2001 р. доцент, а з 2007 г. професор економіки и фінансів в тому ж університеті. Є асоційованим науковим співробітником Орлеанського університету з 2000 р. та Університету в Торіно (Італія), ICER з 2006 р. З 2010 р. він є запрошеним науковим співробітником в Університеті Орлеану, Studium Institute for Advanced Studies, Франція.
Відколи 1 вересня, 2012 Ніколай Неновський буде професором в Університеті Пікардії імені Жуля Верна, CRIISEA в Amiens.
В травні 2009 р. обраний замісником голови Національного Банку Болгарії (XL Національне Зібрання, а 20 серпня 2009 XLI Національне Зібрання скасувало результати попе реднього голосування за політичними мотивами.
Засновник Болгарського товариства імені Гаєка (2002), співзасновник та віце-президент (2003—2005) Болгарської макроекономічної асоціації. Цікавиться історією російської економічної думки та історією грошей Росії. В книзі «Болгарські економісти в роки Великої депресії» (монографія на правах рукопису) можна знайти інформацію про російських економістів в Болгарії, серед яких С. Демостенов, І. Кінкел, Н. Долинськи, О. Андерсон, а також П. Струве;.